# Ulica Wojciecha Bogusławskiego

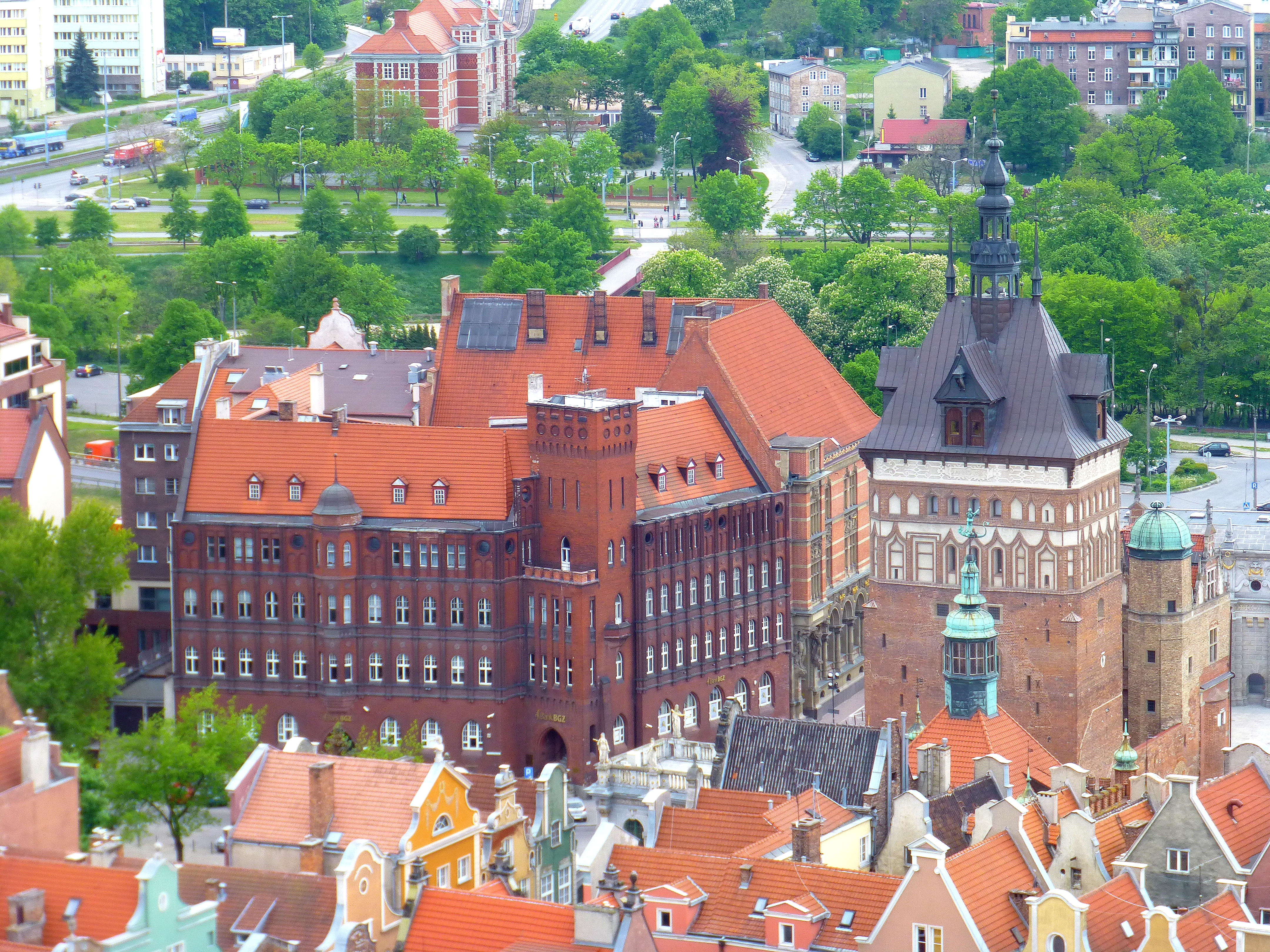
Wojciech-Bogusławski-Straße, an dem roten Bankgebäude entlang

Die Ulica Wojciecha Bogusławskiego (deutsch  Wojciech-Bogusławski-Straße, bis 1945 An der Reitbahn) ist eine Straße in der Innenstadt von Danzig. Sie ist nach dem polnischen Theaterregisseur Wojciech Bogusławski benannt.

## Lage
Die Straße liegt am westlichen Rand der Rechtstadt. Sie führt vom Hohen Tor am Kohlenmarkt (Targ Węglowy) entlang bis zum Altstädtischen Graben (Podwale Staromiejskie) in nord-südlicher Richtung. Seitenstraßen sind die Langgasse (ul. Długa) und die Hundegasse (ul. Ogarna). Die heutige Straßenführung weicht im südlichen Teil etwas von der historischen ab.

## Geschichte

### 17. Jahrhundert bis 1945

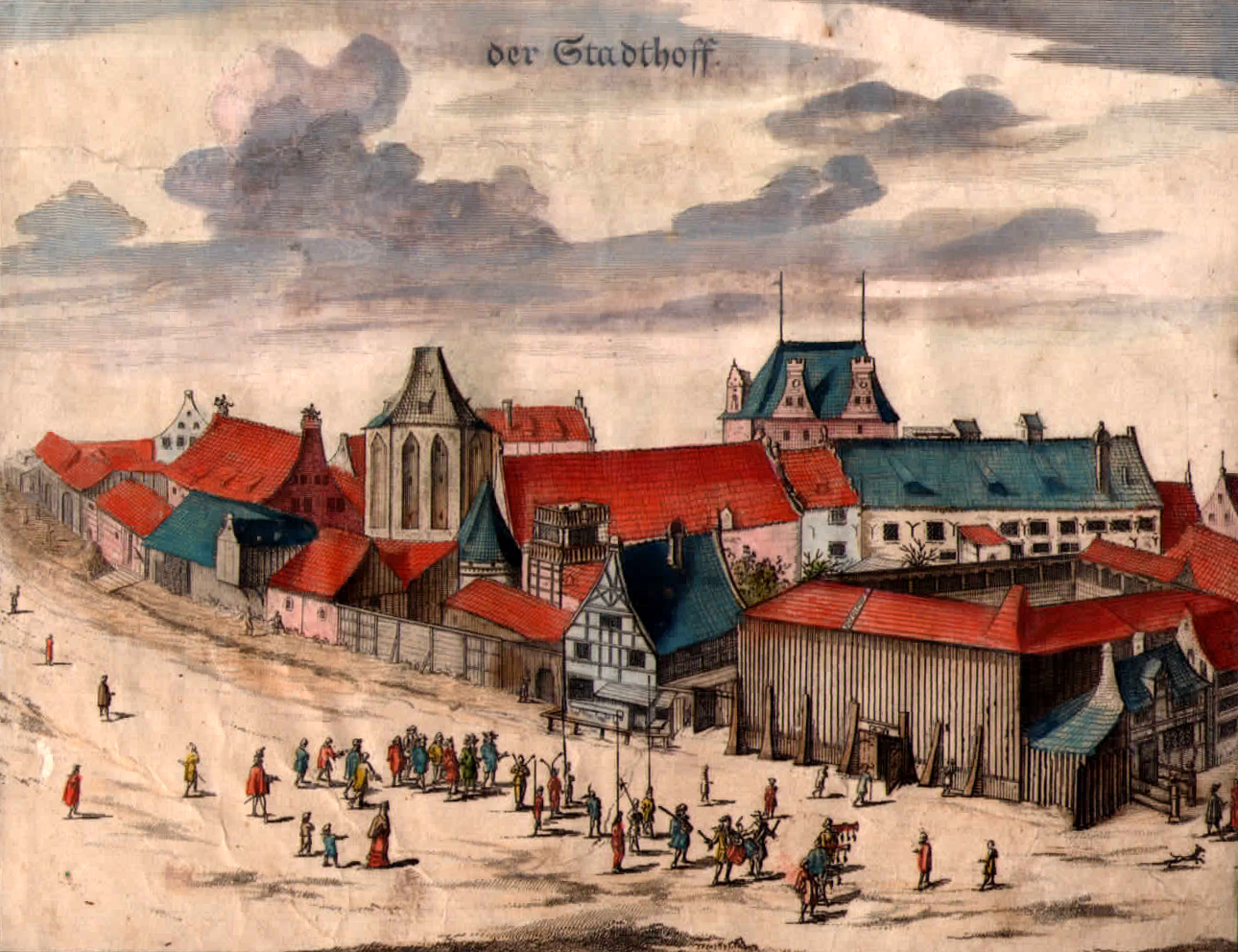
Danzig 1650, Fechtschule ganz rechts (viereckige Anlage)

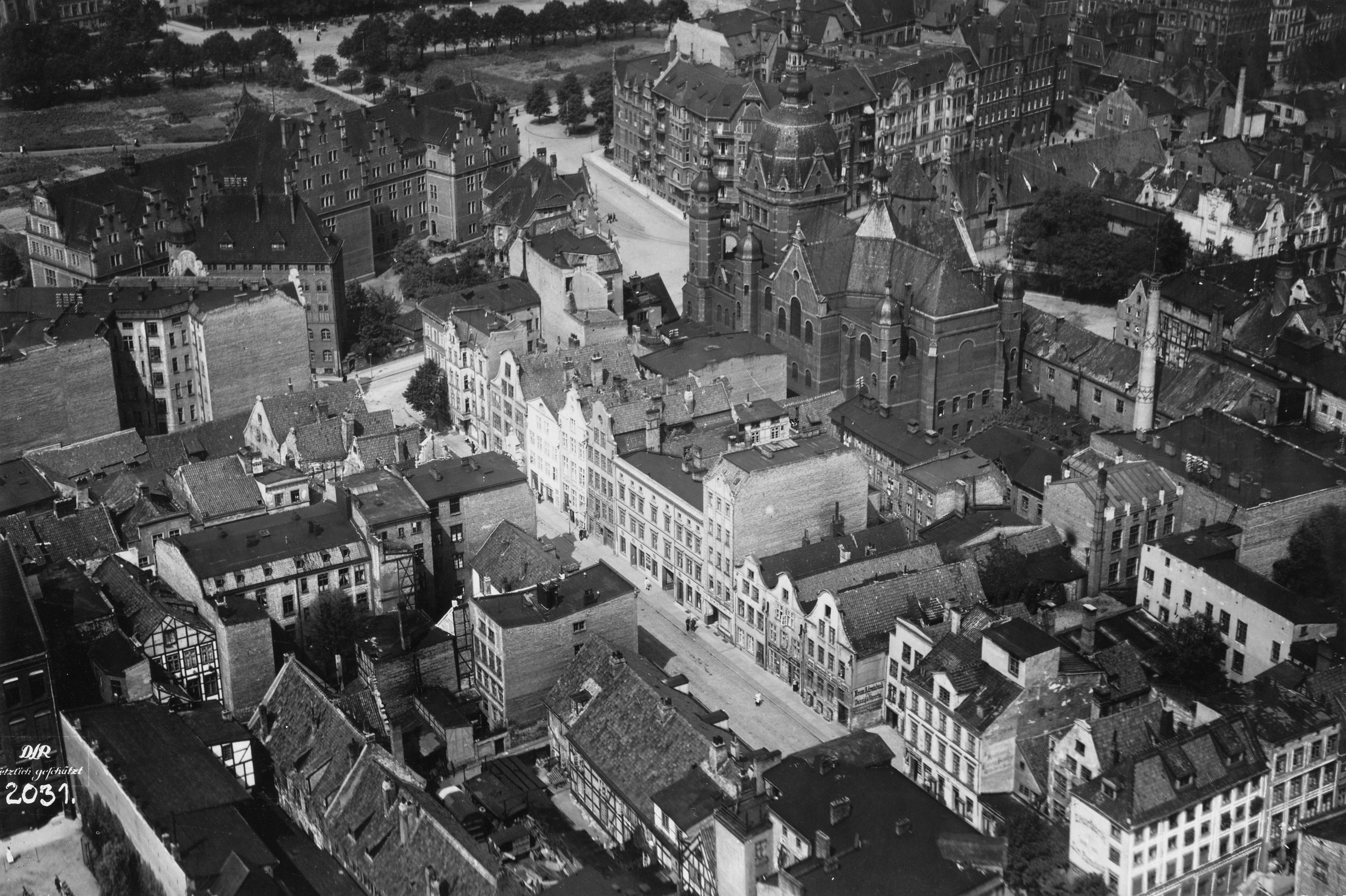
Danzig um 1920, Straße An der Reitbahn (waagerecht links)

Bis etwa 1610 befand sich das Gelände unmittelbar außerhalb der Stadtmauer der Rechtstadt. Nach dem Bau der neuen Befestigungsanlagen wurden von innen einige Gebäude an diese gebaut. 1635 wurde eine hölzerne Fechtschule errichtet, die seitdem auch als Theater diente. 1800 wurde an ihrer Stelle eine Reitbahn gebaut. Nach dieser wurde später die anliegende Straße benannt.
Seit den 1860er Jahren wurde auch die Westseite der Straße bebaut, 1878 entstand die Große Synagoge auf dem Gelände der Reitbahn. In den 1920er Jahren fuhr eine Straßenbahn, die Gebäude wurden von Unternehmen als Hauptsitz oder Filiale genutzt, es gab einige kleine Betriebe. Bewohner waren  Direktoren, Kaufleute, Rechtsanwälte, Ärzte, aber auch Angestellte.
1939 wurde die Synagoge abgerissen. 1944/45 wurden fast alle Gebäude zerstört.

### Seit 1945
1945 wurde die Straße in Ulica Kredytowa (etwa Bankstraße) umbenannt. Das Bankgebäude Nr. 2 wurde wieder hergerichtet. Seit 1953 ist die Straße nach dem polnischen Theaterregisseur Wojciech Bogusławski (1757–1829) benannt, dem Vater des polnischen Theaters, in Erinnerung an die Fechtschule mit den Theateraufführungen im 17./18. Jahrhundert.
Von 2011 bis 2014 wurde an deren historischem Standort ein neues Theater im Stile der englischen elisabethanischen Theater neu gebaut.

## Gebäude
Gegenwärtige Bebauung
Die Straße ist in der Gegenwart kaum bebaut. Es gibt unter anderem
- Nr. 1 (alte Nr. 10–13) Shakespeare-Theater, seit 2014
- Nr. 2 (alte Nr. 2) Bankgebäude von 1905, BNP Paribas als Filiale (Stand 2020)

Historische Bebauung
An der Reitbahn standen bis 1945 Geschäfts- und Wohngebäude. Die Nummerierung begann am Kohlenmarkt auf der westlichen Seite, ging zum Altstädtischen Graben nach Süden und von dort auf der gegenüberliegenden Seite wieder zum Kohlenmarkt (Hufeisenform).  Angegeben sind einige Nutzer und Bewohner
- Nr. 1 Stockturm
- Nr. 2 vor 1830–1905 Hotel de Marienburg

1876–1922 Landschaftliche Bank A.G., 1922–1940 Landwirtschaftliche Bank A.G., 1940–1945 Danzig-Landschaft Westpreußen
- Nr. 4 nach 1920 Polnisches Generalkommissariat (diplomatische Vertretung der Republik Polen in Danzig); Polnische Regierungskasse

- Nr. 4a 19. Jahrhundert–nach 1926 Dienstwohnung des Polizei-Präsidenten

- Nr. 7 1911–1914 Diplomatische Vertretung Frankreichs in Danzig
- Nr. 10–13 1635–etwa 1741 Fechtschule mit Theateraufführungen

1800–um 1860 Reitbahn
1878–1939 Große Synagoge
- Nr. 14 ?–1945 Feuerwache (Haupteingang Hundegasse)
- Nr. 22/23 nach 1850–1870 Johann Samuel Keiler Likörfabrik; 1870-nach 1942 Keiler J S Likörfabrik Nachf. Inh. Eschert und Holtz[1]
- Langgasser Tor